# Marcel Fauré
Pour les articles homonymes, voir Fauré.
Marcel Fauré, né le 5 mars 1905 à Carcassonne et mort le 10 octobre 1984 dans le 5e arrondissement de Paris, est un escrimeur français pratiquant le sabre. 

## Carrière
Il participe aux  Jeux olympiques d'été de 1936 à Berlin dans les épreuves individuelle et collective de sabre, sans obtenir de médaille.
Il remporte la médaille d'argent au sabre par équipes aux championnats du monde de 1938 à Piestany.